# Lythria purpurata
Lythria purpurata är en fjärilsart som beskrevs av Carl von Linné 1761. Lythria purpurata ingår i släktet Lythria och familjen mätare. Inga underarter finns listade i Catalogue of Life.